# Muscle gracile

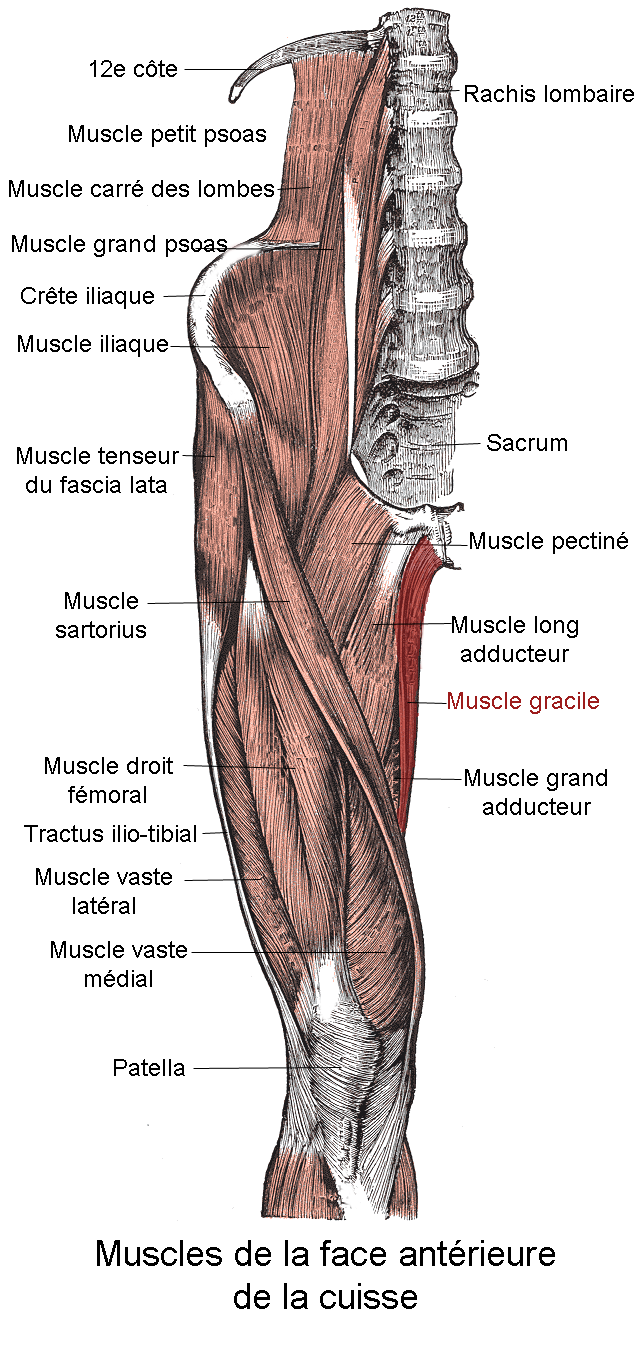
Le muscle gracile; portion supérieure.

Le muscle gracile (ou muscle droit interne de la cuisse) est un muscle du membre inférieur situé dans la cuisse. Il appartient à la loge fémorale médiale.

## Description
Le muscle gracile est un long muscle mince et rubané qui unit l'os coxal au tibia. Il est situé en dedans des muscles adducteurs.
C'est un muscle bi-articulaire : articulation coxale et articulation du genou.

## Origine
Le muscle gracile se fixe sur le tiers interne du bord inférieur de la branche ischio-pubienne par un tendon de 3 à 4 cm de long.

## Trajet
Sous forme de muscle aplati, il descend en longeant le bord interne de la cuisse, passe derrière le condyle médial du fémur pour se diriger en dehors vers la patte d'oie.

## Terminaison
Le muscle gracile s'insère sur la partie supérieure de la face médiale du tibia, en arrière du muscle sartorius et au-dessus du muscle semi-tendineux. Ces trois muscles forment les muscles de la patte d'oie.

## Innervation
Le muscle gracile est innervé par le rameau antérieur du nerf obturateur.

## Vascularisation
Le muscle gracile est vascularisé par trois rameaux de l'artère fémorale

## Anatomie fonctionnelle
Le muscle gracile est :
- adducteur et rotateur interne de la cuisse.
- fléchisseur accessoire et rotateur interne du genou.

## Galerie

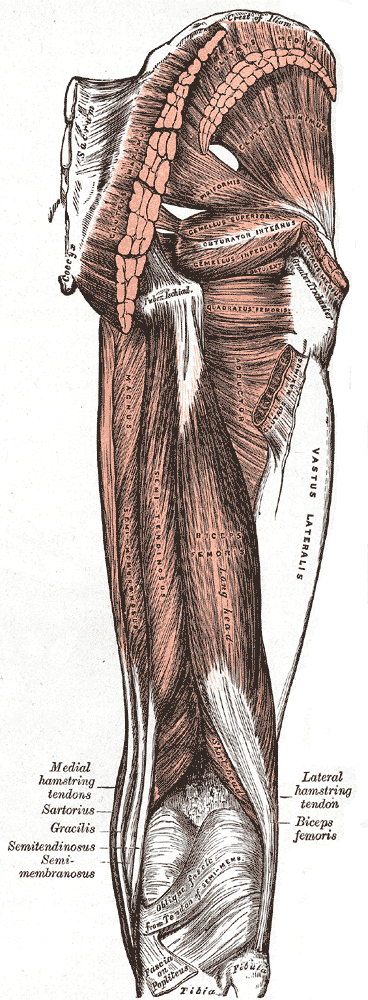
Muscles de la face postérieure de la cuisse.
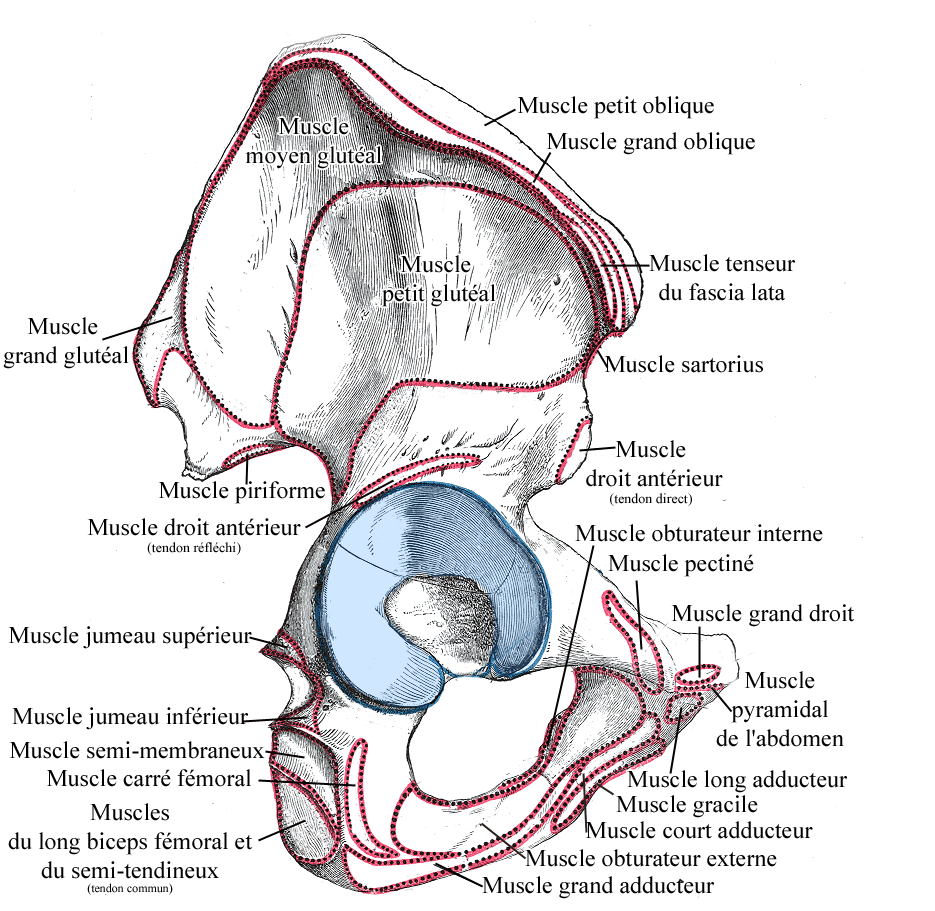
Os coxal, face latérale; insertions musculaires
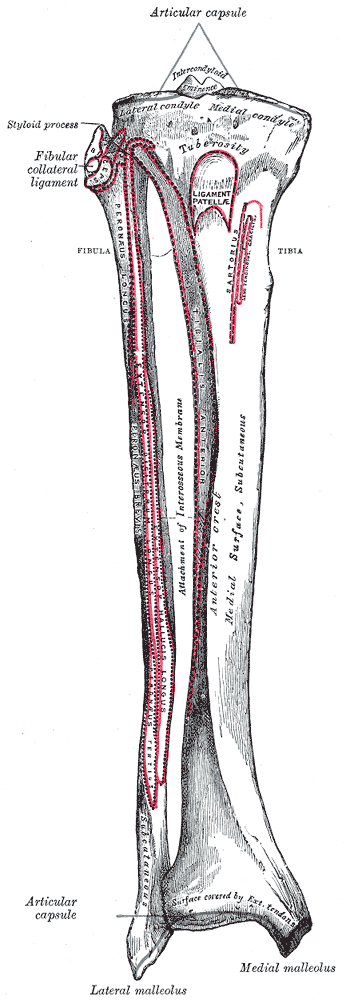
Os de la jambe. Insertions musculaires face antérieure

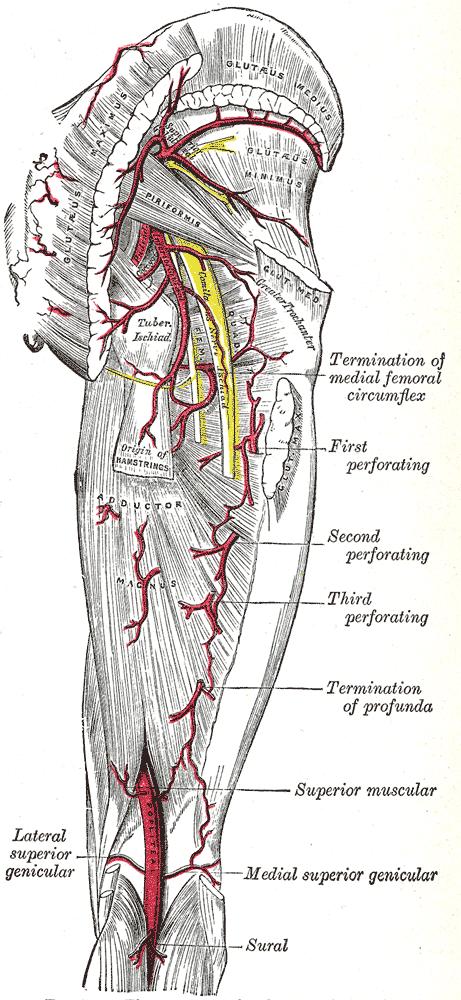
Les artères de la face postérieure de la fesse et de la cuisse.
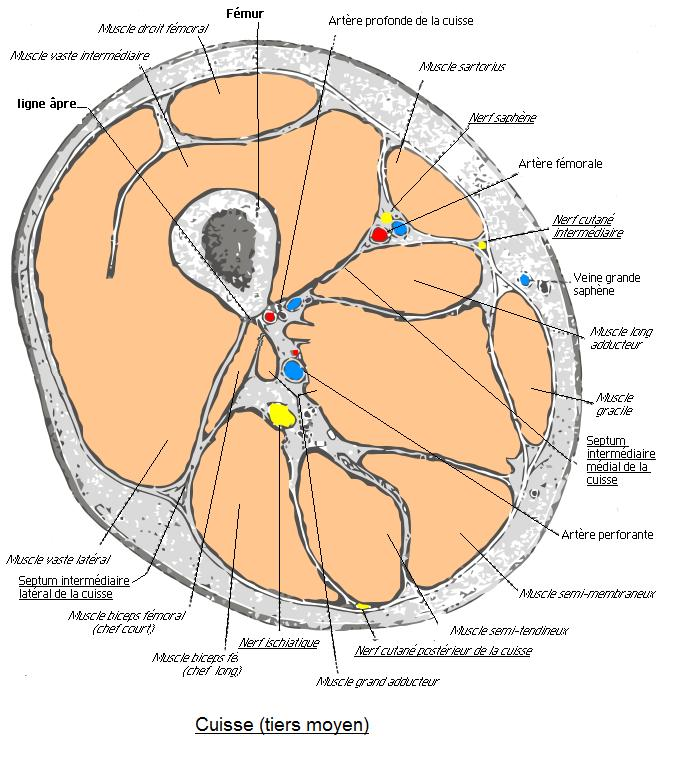
Coupe transversale de la cuisse (tiers moyen).
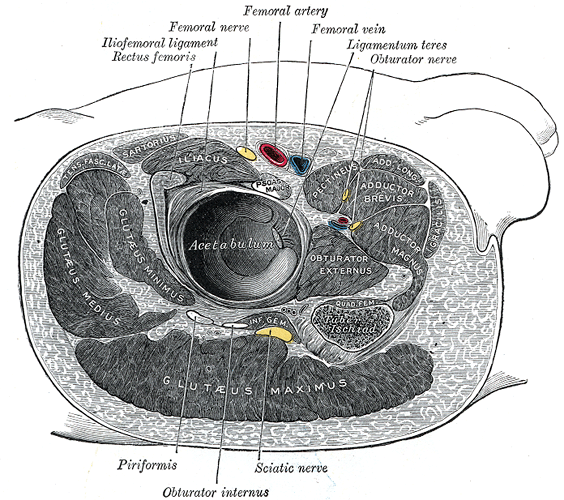
Coupe sagittale de la hanche, sujet couché sur le dos.